# Кадар Хассан, Исмаил Ахмед
Исмаил Ахмед Кадар Хассан (фр. Ismail Ahmed Kadar Hassan; род. 23 мая 1987) — джибутийский футболист, полузащитник.
Вырос во Франции, начал играть в футбол в Лилле, дебютировал в 2007 году за любительскую команду французского города Лескен, игравшую в четвёртом дивизионе национальонго чемпионата. Оттуда в 2008 году перешёл в словацкий профессиональный клуб ДАК 1904, в котором выступал на протяжении трёх сезонов. В 2010 году находился на просмотре в футбольном клубе «Москва». В сезоне 2011—2012 гг. провёл несколько матчей за алжирский клуб «Шлеф», в 2013—2015 гг. выступал за французский «Эпиналь», затем в 2015 г. за румынский «Петролул». В 2016 г. перешёл во французский «Кале», который в конце сезона был распущен. С 2018 года в составе бельгийского футбольного клуба «Турне», в 2020 г. завершил карьеру.
В 2008 году провёл четыре матча за сборную Джибути по футболу.